# 安村江痴

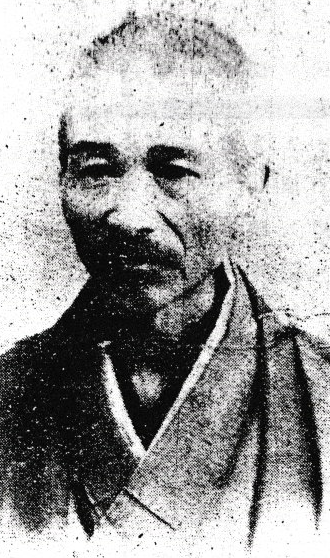
安村江痴

安村 江痴（やすむら こうち、1843年9月8日（天保14年8月15日） - 1901年（明治34年）10月30日）は、江戸時代後期から明治時代にかけての医師。青年期に長崎養生所で西洋医学を学んだ後に土浦藩医を務め、「（茨城）県下西洋医術の先覚者」と評されている。

## 生涯
土浦藩領の常陸国新治郡沖宿村（現在の茨城県土浦市沖宿町）の福田家に生まれる。名を「璞之」（ぼくし）といい、のちに「江痴」とした。幼時より頭脳明晰であったといい、1854年（嘉永6年）、医学を学ぶために11歳で武蔵国府中の本多覚庵に弟子入りする。その後、江戸の寺門静軒・横山湖山に詩文を学んだ。
1859年（安政6年）、17歳のときに、肥前国長崎でより高度な医学を修めることを志したが、師である本多や家族からは長崎で外国人から医学を学ぶことを許されず、黙って家を出たために旅費に苦しい旅だったという。
長崎に着いた江痴は長崎養生所に入学し、当時江戸幕府の要請で来日していたオランダ海軍軍医のポンペと同陸軍軍医ボードウィンと出会い、本格的な医学教育を幕府の公認で受けることができた。
1864年（元治元年）に長崎から土浦に戻ると、土浦藩医の名跡である安村家を継ぐことを命じられ、同藩医に就任した。その後、戊辰戦争では官軍の軍医として従軍したこともあったという。
廃藩置県後は故郷の沖宿で人々の治療に当たり、1882年（明治15年）には沖宿に3階建ての診療所を建てた。

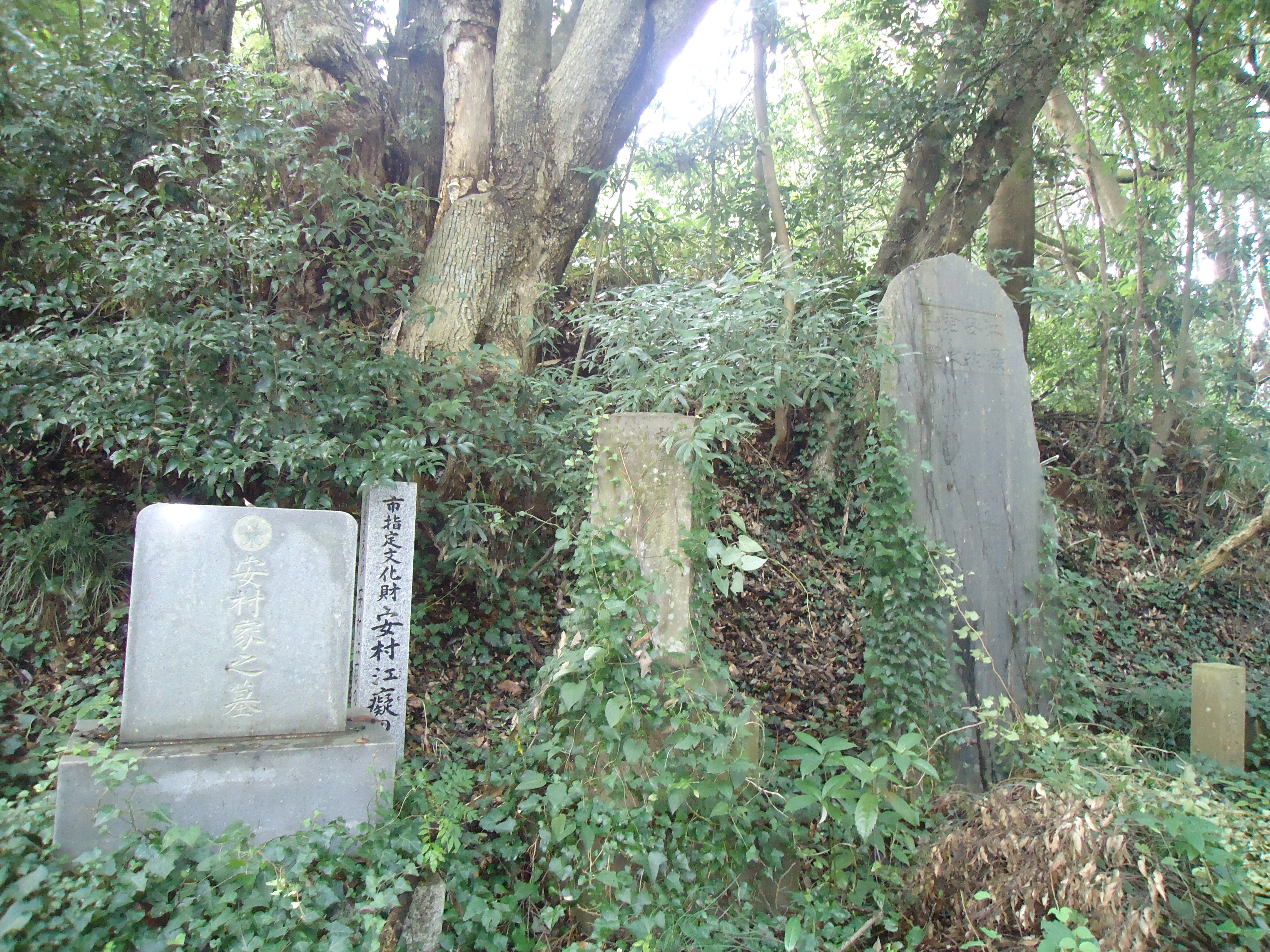
安村江痴の墓

1901年（明治34年）10月30日死去、享年54歳。墓は、霞ヶ浦を望むことができる観音山と呼ばれる丘の上にあり、土浦市指定史跡にも指定されている。